# Энтони, Марк
Марк Э́нтони (англ. Marc Anthony, настоящее имя Марко Антонио Муньис Руис, (исп. Marco Antonio Muñiz Ruiz; 16 сентября 1968, Нью-Йорк) — американский певец стиля «сальса», музыкант и композитор, актёр. Популярен как в странах Латинской Америки, так и за их пределами. Бывший муж певицы и актрисы Дженнифер Лопес.

## Биография

### Личная жизнь
Марк Энтони родился в Нью-Йорке в семье пуэрториканцев. Его мать — Гильермина — была домохозяйкой, а отец — Филип Муньис — музыкантом и работником закусочной в госпитале. Марк Энтони получил своё имя в честь Марко Антонио Муньиса, мексиканского певца, популярного в Пуэрто-Рико. У него есть сестра, которую зовут Иоланда Муньис.
У Энтони есть дочь Арианна, рождённая в 1994 г. от его бывшей девушки Дэбби Росадо, которая была офицером полиции Нью-Йорка.
Марк Энтони женился на бывшей Мисс Вселенная Даянаре Торрес 9 мая 2000 г. в Лас-Вегасе. От этого брака у него два сына: Кристиан Энтони Муньис (род. 5 февраля 2001 года) и Райан Энтони Муньис (род. 16 августа 2003 года). Это был шаткий брак, и они развелись летом 2002 года. Но вскоре они снова сошлись и подтвердили свои брачные клятвы на красивой и впечатляющей церемонии в Пуэрто-Рико в декабре 2002 года. Но в октябре 2003 года пара всё же окончательно рассталась. Торрес начала бракоразводный процесс в 2004 году.
В 2003 году Эми Уотерс, через суд Майами, потребовала от Энтони признания отцовства над её ребёнком, Питером. Но проведённый в августе 2004 г. тест на ДНК не подтвердил её слов.
Пока продолжался его бракоразводный процесс, Марк Энтони начал встречаться с актрисой и певицей Дженнифер Лопес, с его давней подругой и коллегой. Они недолго встречались в конце 90-х, перед тем как он вступил в свой первый брак, а она — во второй. Лопес и Энтони записывали вместе их дуэтную песню в начале 2004 г. для следующего фильма Лопес «Давайте потанцуем». У пары была тихая семейная свадьба 5 июня 2004 года, спустя менее чем неделю после того, как его развод с Торрес был, наконец, завершён. Утром в день свадьбы, тем не менее, СМИ было разослано оповещение, и они были собраны на заднем дворе, куда были доставлены на вертолётах. Репортёры говорили, что Лопес была беременна, но это не было доказано.
Гости Марка и Дженнифер были приглашены на «послеполуденную вечеринку» в дом к Лопес и не были предупреждены, что на самом деле они шли на её свадьбу. Пара решила не афишировать свою женитьбу слишком рано, позволив себе немного приватности. Спустя некоторое время после свадьбы Марк Энтони отказался комментировать их свадьбу во время различных интервью для промоушена своего альбома «Amar Sin Mentiras» («Любить Без Лжи»), который позднее принесёт ему премию Грэмми. В феврале 2005 г. Лопес подтвердила свадьбу и добавила, что «Все знали! Это не секрет». Несколько месяцев спустя дочь Энтони — Арианна — появляется в начале и конце нового клипа своей мачехи Дженнифер, в роли её младшей сестры. Все, что касается его свадьбы и семьи, Марк Энтони хранит в секрете от СМИ, что вынуждает и Лопес сохранять дистанцию с журналистами.
8 ноября 2007 года на концерте в Майами Марк и Дженнифер признали, что они ждут своего первого общего ребёнка. 22 февраля 2008 года в больнице в Лонг-Айленде у пары родились близнецы. Девочка родилась в 00:12 ночи, а потом в 00:23 родился мальчик.
15 июля 2011 года в совместном заявлении Энтони и Лопес объявили о разводе. «Это решение далось нам очень тяжело. Мы пришли к взаимовыгодному соглашению по всем вопросам», — говорится в заявлении.
В начале 2012 года Марк встречался с венесуэльской моделью Шеннон Де Лима (Shannon De Lima), но примерно через 10 месяцев он сообщил, что расстался с ней. Затем у него были отношения с 19-летней девушкой из России, которая была вместе с ним только 2 месяца и о которой никто так и не знает подробностей. 
С февраля 2013 года Марк Энтони встречался с дочерью британского миллиардера, 21 летней Хлоей Грин (Chloe Green).
11 ноября 2014 года Марк Энтони женился на Шеннон Де Лиме. В ноябре 2016 года пара развелась.

### Ранняя карьера
Энтони начал свою карьеру в качестве вокалиста в области музыки Фристайл (рэп) и в сценах Хаус подземного Нью-Йорка. После смены имени во избежание путаницы с его тезкой Энтони стал работать композитором и бэк-вокалистом для Менудо и Латин Раскалс. Его первый альбом — «Rebel» — был в стиле фристайл, и был записан в 1988 году на Bluedog Records. В тот же год он написал и спродюсировал альбом «Boy I’ve Been Told» для приятеля в области музыки фристайл Са-Файра. Далее в 1989 году он спел бэк-вокал для Энн-Мари — ещё одной партнерши в области музыки фристайл, для клубного хита «With or Without You». Годом позже, в 1990 совместно с Литтл Луи Вега и Тоддом Тэрри, Марк написал и спел дуэтом вместе с фристайл-певицей Крисси Ай-ис песню «You Should Know By Now». В 1991 он был бэк-вокалистом у фристайл-певца Эдмонда в песне «Come Back To Me». В 1992 Марк стал сотрудничать с другим своим продюсером Литтл Луи Вегой и стал работать над хитовыми альбомами «Ride On The Rhythm» и «When The Night Is Over».

### Карьера певца и актера
После 1992 года Марк Энтони меняет свой стиль с фристайл-музыки на Сальса и другую латиноамериканскую музыку.
Поглощённый музыкой Тито Пуэнте, Рубена Бладэса и Хуана Габриела, Марк Энтони выпускает свой дебютный альбом «Otra nota» в 1993 году с хитом «Hasta que te conoci» («Пока не встретил тебя») — это известная песня мексиканского певца Хуана Габриела. Так же Марк исполнил на «Radio y Musica Convention» песни «Si Tú No Te Fueras», «El Último Beso» и «Palabras Del Alma». Несмотря на то, что альбом был преимущественно на испанском языке, он все же содержал одну англоязычную песню «Make It With You». Последующий тур по всей Америке сделал Энтони одним из самых горячих новых звезд сальсы. В 1994 он записался в альбоме «Dicen Que Soy» певицы Ла Индия с песней «Vivir Lo Nuestro».
Его альбом 1995 года — Todo a su tiempo — был номинирован на «Грэмми» с песнями «Te Conozco Bien», «Hasta Ayer», «Nadie Como Ella», «Se Me Sigue Olvidando», «Te Amaré» и «Llegaste A Mí». Далее последовал более традиционно звучащий альбом Contra la corriente, ставший узнаваемым благодаря концерту в Madison Square Garden и в 1999 выигравший «Грэмми» в категории «Best Tropical Latin Performance». В альбоме были такие песни как «Y Hubo Alguien», «Contra La Corriente», «No Me Conoces», «Me Voy A Regalar» и «No Sabes Como Duele». Энтони так же появляется в мюзикле Пола Саймона «The Capeman» в 1998 году. Впоследствии Энтони записал песню «No Me Ames» в дуэте с Дженнифер Лопес для её альбома On the 6.
В 1998 вместе с Тиной Ареной записал песню I Want to Spend My Lifetime Loving You, ставшую главной темой фильма «Маска Зорро».
В 1999 году, пытаясь повторить многожанровый успех Дженнифер Лопес и Рики Мартина среди англоязычных слушателей, Энтони выпустил свой первый альбом на английском языке, назвав его своим именем Marc Anthony, а песня «I Need to Know» оттуда получила оценку «Top 5» в США и её испанской версии «Dímelo». Там были также такие хиты как «When I Dream At Night» и «My Baby You». А песня «You Sang To Me» звучала в фильме «Сбежавшая невеста». Его смена стиля принесла успех, но в то же время отдалила его от своих фанатов в музыке сальса, несмотря на то, что в альбоме была песня «Da La Vuelta» в стиле сальса, которая стала хитом и не имела своей англоязычной версии. И песня «That’s Okay» тоже была больше в стиле сальса, чем поп. В 2001 году у него вышел ещё один альбом с музыкой сальса «Libre», который был признан золотым, благодаря таким песням как «Celos», «Este Loco Que Te Mira», и «Viviendo». Песня «Barco A La Deriva» — ещё один хит из альбома «Libre», но она была ранее представлена венесуэльским певцом и актёром Гильермо Давила. Через год после этого он записал ещё один англоязычный альбом «Mended», который включал хиты, получившие оглушительный успех, такие как «I’ve Got You», испаноязычная версия которой называлась «Te Tengo Aquí» и «I Need You», испаноязычная версия которой была написана мексиканской певицей Талией. Также в этот список входили песни «Tragedy», «Love Won’t Get Any Better» и «She Mends Me». Как и его другой альбом, «Marc Anthony», этот альбом тоже вызвал и положительные, и отрицательные отзывы, но всё же последних было меньше, чем в прошлый раз.
Энтони также появился в нескольких фильмах, включая культовый фильм 1995 года «Хакеры», в 1996 году в фильме «Большая ночь», в 1999 году в фильме Мартина Скорсезе «Воскрешая мертвецов» и в 2004 году в фильме Тони Скотта «Гнев».
В июне 2004 года он выпустил альбом Amar Sin Mentiras. В июле 2004 года он перевёл песни этого альбома в стиль сальса и выпустил их в другом альбоме Valió La Pena и также включил туда традиционную «Lamento Boricano», которую написал Рафаель Эрнандес. Примечательными песнями альбома «Amar Sin Mentiras» были «Ahora Quien», «Escapémonos» в дуэте с Дженнифер Лопес, «Valió La Pena», «Se Esfuma Tu Amor» и «Tu Amor Me Hace Bien». На церемонии Latin Grammy Awards 2005 года его песня «Amar Sin Mentiras» получила приз в номинации «Latin Pop Album of The Year», а его альбом Valió La Pena получил приз в номинации «Best Tropical Album of The Year».
11 июля 2006 года Марк Энтони выпустил альбом Sigo Siendo Yo, который содержал все его лучшие хиты на испанском языке.
Затем Марк Энтони сыграл роль Эктора Лаво в фильме «Певец» вместе со своей женой Дженнифер Лопес, которая, в свою очередь, сыграла роль жены Лаво. Премьера фильма состоялась в сентябре 2006 г.

## Дискография
| Год  | Альбом                                 | Позиция в чартах | Позиция в чартах | Позиция в чартах | Позиция в чартах | Позиция в чартах |
| Год  | Альбом                                 | US 200           | Top Latin        | Top Trop         | Top Heat         | Top I-Net        |
| ---- | -------------------------------------- | ---------------- | ---------------- | ---------------- | ---------------- | ---------------- |
| 1991 | When the Night Is Over                 | -                | -                | -                | -                | -                |
| 1993 | Otra Nota                              | -                | 30               | 2                | -                | -                |
| 1995 | Todo a Su Tiempo                       | -                | 6                | 1                | 21               | -                |
| 1997 | Contra la Corriente                    | 74               | 1                | 1                | -                | -                |
| 1999 | Marc Anthony                           | 8                | -                | -                | -                | 16               |
| 1999 | Desde un Principio: From the Beginning | 151              | 1                | 1                | -                | -                |
| 2001 | Libre                                  | 57               | 1                | 1                | -                | -                |
| 2002 | Mended                                 | 3                | -                | -                | -                | 3                |
| 2003 | Éxitos Eternos                         | -                | -                | -                | -                | -                |
| 2004 | Amar Sin Mentiras                      | 26               | 1                | -                | -                | -                |
| 2004 | Valió la Pena                          | 122              | 1                | 1                | -                | -                |
| 2006 | Sigo Siendo Yo (Grandes Exitos)        | 101              | 2                | 1                | -                | -                |
| 2007 | El Cantante Soundtrack                 | 55               | -                | -                | -                | -                |
| 2010 | Iconos                                 | 11               | 1                | -                | -                | -                |
| 2013 | 3.0                                    | 5                | 1                | 1                | -                | -                |

## Фильмография
| Год  | Фильм                                      | Роль                |
| ---- | ------------------------------------------ | ------------------- |
| 1988 | East Side Story (1988)                     | Flaco               |
| 1993 | Путь Карлито                               | Latin Band at Disco |
| 1994 | Естественные причины                       | Marine Guard        |
| 1995 | Хакеры                                     | агент Рэй           |
| 1996 | Большая ночь                               | Кристиано           |
| 1996 | Замена                                     | Хуан Лукас          |
| 1999 | Воскрешая мертвецов                        | Ноэль               |
| 1999 | Con la musica por dentro                   | -                   |
| 2000 | Guitarra mia                               | -                   |
| 2001 | Времена бабочек                            | Lio                 |
| 2004 | Гнев                                       | Самуэль Рамос       |
| 2004 | Wyclef Jean: All Star Jam at Carnegie Hall |                     |
| 2006 | Певец                                      | Эктор Лаво          |
| 2021 | На высоте мечты                            | Гаппо               |